# Chorinaeus brevicalcar
Chorinaeus brevicalcar är en stekelart som beskrevs av Thomson 1887. Chorinaeus brevicalcar ingår i släktet Chorinaeus och familjen brokparasitsteklar. Arten är reproducerande i Sverige. Inga underarter finns listade i Catalogue of Life.